# NGC 6751
NGC 6751 (другое обозначение — PK 29-5.1) — планетарная туманность в созвездии Орёл.
Этот объект входит в число перечисленных в оригинальной редакции «Нового общего каталога».